# Кучава, Ника
Ника Николаевич Кучава (груз. ნიკა ნიკოლოზის ძე კუჭავა; род. 4 августа 1983, Тбилиси) — грузинский актёр театра и кино.
В 2021 году Союз театральных деятелей Грузии признал Нику Кучава «Актером года».

## Биография
В 2001—2005 гг. учился в Тбилисском театральном институте имени Ш. Руставели.
В 2005 окончил институт (группа Г. Лорткипанидзе и Н. Кантария).
С 2008 года по настоящее время работает в Тбилисском государственном театре им. К. Марджанишвили.
С 2015 года по 2016 вёл передачу «Лёгкие деньги» — телеканал «Мзе».
С 2012 по 2014 вёл передачу «Большой спор».
Работал с такими выдающимися актёрами, режиссёрами, сценографами, как: Софико Чиаурели, Роберт Стуруа, Темур Чхеидзе, Отар Мегвинетухуцеси, Нодар Мгалоблишвили, Зураб Кипшидзе, Гига Лордкипанидзе, Леван Цуладзе, Гиви Чугуашвили, Гиви Берикашвили, Мераб Нинидзе, Гурам Сагарадзе, Гоги Гегечкори.
Ведущий передачи «Лёгкие деньги» / 2015-2016
Ведущий передачи «Большой спор» / 2012-2014
Ведущий детской образовательной программы
Ведущий различных телеразвлекательных передач
Съёмки в рекламных роликах
Озвучивание рекламных роликов, мультфильмов, фильмов
Озвучивание компьютерных игр
Ведущий мероприятий театра и кино
Ведущий фестивалей театра и кино

## Роли в театре
1. «Нос» по Гоголю — 2025
2. «Тутси» Майкл — 2024
3. «Дон Жуан» Сганарель — 2023
4. «Отелло» Отелло — 2023
5. Инцидент, или случай в метро — 2022
6. «Преступление и наказание» Порфирий Петрович — 2021
7. «Фигаро» граф Альмавива — 2021
8. «Крейцерова соната» Позднышев — 2020
9. «Шинель» Акакий Башмачкин — 2020
10. «Гамлет» Гамлет — 2019
11. Реж. Л. Цуладзе по пьесе У. Шекспира «Сон в летнюю ночь» — 2019
12. «Фауст»- Фауст — 2018
13. Л. Бугадзе «Навигатор» — Вахтанг — 2017
14. «Свиньи бакулы» — Д. Клдиашвили — 2017
15. «Begalut» — Г. Батиашвили — 2017
16. «Безымянная звезда» Марин Мирою — 2016
17. «Обвал» — Теймураз — М. Джавахишвили — 2015
18. «Какуца Чолокашвили» — Симон Чолокашвили — 2014
19. «Рождественская история» — Ч. Диккенс — Фред — 2014
20. «Тартюф» — Оргон — 2013
21. «Как вам это понравится» — Орландо — 2012
22. «Пигмалион» — Симонико — 2011
23. «Частная жизнь» — Виктор — 2011
24. «Академия смеха» — Коки Митани — Цубаки — 2010
25. «Декамерон» — Тлимпо — 2010
26. «Чайка» — Треплев — 2009 (реж. М. Козаков)
27. «Ханума» — Котэ — 2009
28. «Над пропастью во ржи» — Колфилд — 2006
29. «Земля обитованная» — Эди — 2005
30. «Уриэль Акоста» — раввин — 2005
31. «Мухи» — Ж. Сартр — Орест — 2003

## Фильмография
- «Мальчики и девочки» — 2006—2008 (Реж. Р. Рамишвили, Г. Липонава)
- «Боже, за что!» — 2003 (Реж. Г. Лордкипанидзе)
- «Пиво и кофе» — 2003-2006 (Реж. З. Буадзе)
- «Подруги моей жены» — 2017—2018 (Реж. Г. Липонава)
- «Поколение чипсов» — 2008—2010 (Реж. Г. Липонава)
- «Винная дорога» — 2015—2016 (Реж. А. Шляпикас)

## Награды и премии
- 2006 — лучшая мужская роль по версии фестиваля «Дебют»
- 2012 — «Актёр года» («Академия смеха» — Цубаки Халзимэ)
- 2016 — 5 звезд «Guardian» — г. Лондон, театр Глобус
- 2021 — «Актер Года» по версии театрального комитета Грузии («Крейцерова соната» — Л. Толстой)

## Сайт
- Кучава, Ника (англ.) на сайте Internet Movie Database
- Ника Кучава — Marjanishvili.com
- https://detaly.co.il/krejtserova-sonata-o-lyubvi-smerti-nasilii-i-tsenzure/
- http://www.ru.gruzinform.ge/news/48695/teatr-mardZaniSvili-otkroet-sezon-prestupleniem-i-nakazaniem-po-dostoevskomu.html
- https://1tv.ge/lang/ru/news/premera-spektaklja-uiljama-shekspira-gamlet-sostoitsja-na-bolshoj-scene-teatra-mardzhanishvili-foto/
- https://www.newsgeorgia.ge/posle-lokdauna-teatr-mardzhanishvili-o/
- https://fortuna.ge/fortuna/post/nika-kuchava-badri-maisuradzis-qalishvilze-daqorwinda
- https://culturavrn.ru/pf/15500
- https://www.newsru.co.il/rest/22may2023/jaffafest_print.html